# Grand Prix automobile d'Abou Dabi 2012
GP précédent GP suivant
Le Grand Prix automobile d'Abou Dabi 2012 (2012 Formula 1 Etihad Airways Abu Dhabi Grand Prix), disputé le 4 novembre 2012 sur le circuit Yas Marina, est la 876e épreuve du championnat du monde de Formule 1 courue depuis 1950. Il s'agit de la quatrième édition du Grand Prix d'Abou Dabi comptant pour le championnat du monde de Formule 1 et de la dix-huitième manche du championnat 2012.
Après avoir dominé les essais libres, Lewis Hamilton, souverain durant les trois manches de qualification, réalise la pole position. Alors qu'il mène la course, il est victime d'un problème technique et abandonne, comme à Singapour. Kimi Räikkönen, auteur de trois deuxièmes places cette saison, obtient sa première victoire depuis son retour dans la discipline et devient le huitième pilote à s'imposer en 2012. Si la course est marquée par plusieurs accrochages spectaculaires qui conduisent à l'abandon de cinq pilotes, les pilotes en lice pour le gain du championnat du monde s'en sortent bien : Fernando Alonso termine deuxième devant Sebastian Vettel, pénalisé en qualifications mais auteur d'une remontée de vingt places. À deux courses de la fin de la saison, l'écart se resserre en tête du championnat du monde des pilotes, les deux pilotes pouvant encore être sacrés n'étant plus séparés que de dix longueurs (255 points pour Vettel, 245 pour Alonso). À l'issue de la course, dix-huit des vingt-cinq pilotes en lice au championnat ont marqué au moins un point.
Chez les constructeurs, Red Bull Racing (422 points) est presque assurée de remporter un troisième titre consécutif : l'écurie autrichienne compte en effet 82 points d'avance sur Ferrari alors que le maximum de points possible en deux courses est de 86. En raison du problème sur la monoplace d'Hamilton, McLaren (318 points) perd du terrain sur Ferrari (340) pour la deuxième place. À la fin du Grand Prix, neuf des douze écuries engagées au championnat ont marqué des points, Caterham, Marussia et HRT n'en ayant toujours pas inscrit.

## Essais libres

### Première séance, vendredi de 13 h à 14 h 30
| Pos. | Pilote             | Voiture          | Chrono         | Écart     |
| ---- | ------------------ | ---------------- | -------------- | --------- |
| 1    | Lewis Hamilton     | McLaren-Mercedes | 1 min 43 s 285 |           |
| 2    | Jenson Button      | McLaren-Mercedes | 1 min 43 s 618 | + 0 s 333 |
| 3    | Sebastian Vettel   | Red Bull-Renault | 1 min 44 s 050 | + 0 s 765 |
| 4    | Fernando Alonso    | Ferrari          | 1 min 44 s 366 | + 1 s 081 |
| 5    | Mark Webber        | Red Bull-Renault | 1 min 44 s 542 | + 1 s 257 |
| 6    | Michael Schumacher | Mercedes         | 1 min 44 s 694 | + 1 s 409 |

La température ambiante est de 32 °C et la piste est à 44 °C au départ de la première séance d'essais libres du Grand Prix d'Abou Dabi. Si les pilotes s'élancent rapidement en piste afin d'effectuer leur premier tour d'installation, il faut attendre près d'une demi-heure pour que Jean-Éric Vergne fixe le temps de référence en 1 min 48 s 885. Il améliore immédiatement sa performance en enchaînant quelques tours lancés en 1 min 47 s 117 puis 1 min 46 s 708,,,.
Valtteri Bottas prend ensuite la tête en 1 min 46 s 085 puis 1 min 45 s 602 avant de céder la place à Michael Schumacher (1 min 45 s 309) et Fernando Alonso (1 min 45 s 099). Lewis Hamilton améliore alors à trois reprises en 1 min 44 s 001, 1 min 43 s 490 et 1 min 43 s 285, meilleur temps de cette séance, établi alors qu'il reste encore une demi-heure avant le drapeau à damier. Son coéquipier Jenson Button est le seul autre pilote à descendre sours les 1 min 44 s grâce à un tour bouclé en 1 min 43 s 618,,,.
- Giedo Van der Garde, pilote essayeur chez Caterham F1 Team, a remplacé Vitaly Petrov lors de cette séance d'essais.
- Valtteri Bottas, pilote essayeur chez Williams F1 Team, a remplacé Bruno Senna lors de cette séance d'essais.
- Jules Bianchi, pilote essayeur chez Force India, a remplacé Paul di Resta lors de cette séance d'essais.
- Ma Qing Hua, pilote essayeur chez HRT, a remplacé Narain Karthikeyan lors de cette séance d'essais.
- Max Chilton, pilote essayeur chez Marussia F1 Team, a remplacé Charles Pic lors de cette séance d'essais.

### Deuxième séance, vendredi de 17 h à 18 h 30
| Pos. | Pilote           | Voiture          | Chrono         | Écart     |
| ---- | ---------------- | ---------------- | -------------- | --------- |
| 1    | Sebastian Vettel | Red Bull-Renault | 1 min 41 s 751 |           |
| 2    | Lewis Hamilton   | McLaren-Mercedes | 1 min 41 s 919 | + 0 s 168 |
| 3    | Jenson Button    | McLaren-Mercedes | 1 min 42 s 412 | + 0 s 661 |
| 4    | Mark Webber      | Red Bull-Renault | 1 min 42 s 466 | + 0 s 715 |
| 5    | Romain Grosjean  | Lotus-Renault    | 1 min 42 s 500 | + 0 s 749 |
| 6    | Kimi Räikkönen   | Lotus-Renault    | 1 min 42 s 532 | + 0 s 781 |

Cette session débute à la lumière du soleil couchant et se termine sous un éclairage artificiel. Sergio Pérez et son coéquipier Kamui Kobayashi entrent en piste dès son ouverture, rapidement suivis par l'ensemble des pilotes. Kimi Räikkönen fixe le temps de référence en 1 min 44 s 703, temps rapidement battu par Sebastian Vettel qui enchaîne les tours lancés : 1 min 43 s 323 (à un dixième de seconde du meilleur temps réalisé par Lewis Hamilton le matin), 1 min 43 s 067, 1 min 42 s 779 et 1 min 42 s 730,,,.
Lewis Hamilton entame un long relais de quatorze tours et améliore en 1 min 42 s 095 alors que quelques pilotes montent en piste avec des pneus tendres tandis que le soleil se couche et que l'éclairage artificiel prend son relais. À mi-séance, Hamilton occupe la première place devant Vettel, Jenson Button, Mark Webber et Fernando Alonso,,,.
Romain Grosjean, en pneus tendres, passe en deuxième position à quatre dixièmes de Lewis Hamilton quand Vettel, également en pneus tendres, reprend la tête en 1 min 42 s 056 après avoir effectué plusieurs tours lancés. En fin de séance, il boucle un tour en 1 min 41 s 751 et réalise ainsi le meilleur temps de cette première journée d'essais. Son coéquipier Mark Webber a encore connu des soucis de SREC qui l'ont empêché de terminer la séance. Jean-Éric Vergne a rencontré un problème avec sa monoplace lors de son premier relais en pneus tendres et n'a repris la piste qu'à quelques minutes de la fin de la session,,,.

### Troisième séance, samedi de 17 h à 18 h
| Pos. | Pilote           | Voiture              | Chrono         | Écart     |
| ---- | ---------------- | -------------------- | -------------- | --------- |
| 1    | Lewis Hamilton   | McLaren-Mercedes     | 1 min 42 s 130 |           |
| 2    | Jenson Button    | McLaren-Mercedes     | 1 min 42 s 420 | + 0 s 290 |
| 3    | Sebastian Vettel | Red Bull-Renault     | 1 min 42 s 614 | + 0 s 484 |
| 4    | Mark Webber      | Red Bull-Renault     | 1 min 42 s 743 | + 0 s 613 |
| 5    | Nico Hülkenberg  | Force India-Mercedes | 1 min 42 s 750 | + 0 s 620 |
| 6    | Romain Grosjean  | Lotus-Renault        | 1 min 43 s 015 | + 0 s 885 |

La température ambiante est de 32 °C et la piste est à 47 °C au départ de la dernière séance d'essais libres du Grand Prix d'Abou Dabi (elle va perdre 6 °C en une heure, au fur et à mesure que le soleil décroît dans le ciel). Les pilotes s'élancent rapidement pour boucler leur tour d'installation et Kamui Kobayashi fixe le temps de référence en 1 min 49 s 193 puis améliore en 1 min 45 s 628,,,.
À deux reprises (de jeudi à vendredi puis de vendredi à samedi), la Scuderia Ferrari utilise son « joker » autorisant exceptionnellement à ne pas respecter le couvre-feu imposé aux équipes techniques travaillant sur les monoplaces. Les mécaniciens et les ingénieurs poursuivent en effet leur travail jusque tard dans la nuit afin d'offrir à Fernando Alonso une vitesse de pointe accrue en qualifications pour contrer les performances des McLaren, en verve depuis le début du week-end,,,.
Kimi Räikkönen prend ensuite la tête en 1 min 44 s 654, Lewis Hamilton améliore en 1 min 44 s 264 et Pastor Maldonado prend un temps le commandement en 1 min 43 s 979. Hamilton repasse en tête en trois temps (1 min 42 s 851, 1 min 42 s 481 et 1 min 42 s 148). Alors qu'il ne reste qu'un quart d'heure dans cette séance, Sebastian Vettel, en proie à des soucis de freins, n'a toujours pas effectué le moindre tour lancé,,,.
À dix minutes du terme, les pilotes prennent la piste en piste en pneus tendres. Lewis Hamilton améliore son meilleur temps en 1 min 42 s 130 quand Vettel s'élance alors qu'il ne reste plus que quatre minutes ; l'Allemand réalise le troisième temps de la session, derrière les deux pilotes McLaren,,,.

## Séance de qualifications

### Résultats des qualifications

#### Session Q1
Pour la première partie de la séance qualificative, si le soleil est encore présent dans le ciel d'Abou Dabi, les projecteurs du circuit de Yas Marina sont déjà allumés en prévision de la tombée de la nuit. La température de l'air est de 29 °C, de même que celle de la piste qui a perdu 10 °C depuis la fin de la dernière séance d'essais libres. Le temps de référence est fixé par Fernando Alonso en 1 min 42 s 574, rapidement battu par Pastor Maldonado en 1 min 42 s 375. Tous les pilotes effectuent leur premier relais avec les pneus durs, sauf les pilotes Red Bull qui sont les seuls à ne pas prendre la piste dans les premières minutes de la séance,,,.
À la mi-session, Fernando Alonso se porte en tête grâce à un tour bouclé en 1 min 42 s 115 mais l'Espagnol est rapidement battu par Lewis Hamilton en 1 min 41 s 497. Dans son premier tour lancé, Sebastian Vettel touche le rail dans le dernier secteur du circuit, sans conséquence immédiate pour l'Allemand qui se hisse à la cinquième place provisoire,,,.
À cinq minutes du terme, les pilotes chaussent leurs pneus tendres pour améliorer leurs performances. Jean-Éric Vergne part à la faute dans l'avant-dernier virage, abîme ses pneumatiques et est éliminé, ainsi que Heikki Kovalainen et son coéquipier Vitaly Petrov, Charles Pic et son coéquipier Timo Glock, Pedro de la Rosa et son coéquipier Narain Karthikeyan,,,.

#### Session Q2
Tous les pilotes prennent rapidement la piste, derrière Sergio Pérez et Paul di Resta. Pérez fixe le temps de référence en 1 min 42 s 313 mais il est rapidement battu par Pastor Maldonado (1 min 41 s 907), Kimi Räikkönen (1 min 41 s 635), Romain Grosjean (1 min 41 s 628), Mark Webber (1 min 41 s 558) et Lewis Hamilton qui tourne en 1 min 41 s 366,,,.
Sebastian Vettel est toujours en difficulté et commet une nouvelle erreur avant de se rattraper dans sa deuxième tentative où il se hisse en deuxième position. Mark Webber passe provisoirement en tête (1 min 41 s 277) avant qu'Hamilton ne reprenne son bien avec un tour bouclé en 1 min 40 s 901, le plus rapide du week-end. Vettel est troisième devant Fernando Alonso et Romain Grosjean. Ces cinq pilotes regagnent alors leurs stands pour la fin de la session,,,.
Dans un ultime tour lancé, Nico Rosberg s'assure une place en Q3, de même que Jenson Button qui se classe neuvième. Les pilotes éliminés sont Nico Hülkenberg et son coéquipier Paul di Resta, Sergio Pérez et son coéquipier Kamui Kobayashi, Michael Schumacher, Bruno Senna et Daniel Ricciardo,,,.

#### Session Q3
La nuit tombe sur Abou Dabi quand les pilotes se relancent en piste pour la dernière phase des qualifications, sauf Felipe Massa et Pastor Maldonado qui vont tenter de se qualifier avec une seule tentative de tour lancé. Lewis Hamilton prend la tête du classement après sa première tentative en bouclant un tour en 1 min 40 s 630, la meilleure performance du week-end,,,.
À deux minutes du drapeau à damier, hormis Nico Rosberg, cinquième après sa première tentative de tour lancé, tous les pilotes sont en piste. Maldonado réalise un temps lui permettant de se classer troisième sur la grille de départ, Mark Webber améliore également son temps mais personne ne parvient à battre la performance de Lewis Hamilton. Sebastian Vettel s'arrête même en piste à la demande de son équipe alors qu'il arrivait en vue de la ligne droite des stands,,,.
Lewis Hamilton réalise ainsi sa vingt-cinquième pole position en Formule 1 et s'élancera devant Webber, Vettel, Maldonado, Kimi Räikkönen, Jenson Button et Fernando Alonso, Rosberg, massa et Romain Grosjean,,,.

#### Déclassement de Sebastian Vettel
Après avoir arrêté sa Red Bull RB8 juste après son dernier tour qualificatif lancé, à la demande de ses ingénieurs présents sur le muret des stands, Sebastian Vettel n'a pu présenter sa monoplace dans le parc fermé pour que soit effectué un contrôle du carburant et les autres vérifications techniques par les commissaires de course. Le rapport du directeur de course établit donc que la voiture de Vettel n'est pas entrée aux stands par ses propres moyens, comme requis par l'article 6.6.2 de la règlementation technique. Red Bull Racing parvient toutefois à éviter une pénalité en justifiant l'arrêt de la monoplace de Vettel pour cas de force majeure en raison d'un problème d'alimentation en carburant. Il apparaît alors aux commissaires techniques que la monoplace ne contient que 850 mL de carburant, au lieu du litre minimum requis pour procéder au prélèvement de contrôle : après quatre heures de délibérations, les commissaires sportifs de la FIA excluent donc Vettel des qualifications mais l'autorisent à prendre le départ de la course depuis la dernière place de la grille,,,.
Une telle décision a déjà été prise plus tôt dans la saison, lors du Grand Prix d'Espagne où, à l'issue des qualifications, la pole position de Lewis Hamilton avait été annulée par les commissaires de la FIA car McLaren avait demandé à son pilote d'immobiliser sa McLaren MP4-27 en piste afin qu'il reste suffisamment de carburant à bord pour satisfaire à la réglementation et être présentée au parc fermé avec un litre d'essence dans le réservoir. S'il restait 1,3 litre de carburant dans la monoplace lors du pesage, les commissaires avaient estimé qu'il y aurait eu moins d'un litre si Hamilton avait bouclé son tour de décélération pour rejoindre le parc fermé et avaient rejeté l'argument de force majeure présenté par McLaren : Hamilton avait donc été exclu des qualifications et placé à la dernière position sur la grille de départ,.

### Grille de départ
| Pos.                                                                                      | Pilote                  | Écurie               | Qualifications 1 | Qualifications 2 | Qualifications 3 |
| ----------------------------------------------------------------------------------------- | ----------------------- | -------------------- | ---------------- | ---------------- | ---------------- |
| 1                                                                                         | Lewis HamiltonSREC      | McLaren-Mercedes     | 1 min 41 s 497   | 1 min 40 s 901   | 1 min 40 s 630   |
| 2                                                                                         | Mark Webber SREC        | Red Bull-Renault     | 1 min 41 s 933   | 1 min 41 s 277   | 1 min 40 s 978   |
| 3                                                                                         | Sebastian Vettel SREC   | Red Bull-Renault     | 1 min 42 s 160   | 1 min 41 s 511   | 1 min 41 s 073   |
| 4                                                                                         | Pastor Maldonado SREC   | Williams-Renault     | 1 min 41 s 981   | 1 min 41 s 907   | 1 min 41 s 226   |
| 5                                                                                         | Kimi Räikkönen SREC     | Lotus-Renault        | 1 min 42 s 222   | 1 min 41 s 532   | 1 min 41 s 260   |
| 6                                                                                         | Jenson Button SREC      | McLaren-Mercedes     | 1 min 42 s 342   | 1 min 41 s 873   | 1 min 41 s 290   |
| 7                                                                                         | Fernando Alonso SREC    | Ferrari              | 1 min 41 s 939   | 1 min 41 s 514   | 1 min 41 s 582   |
| 8                                                                                         | Nico Rosberg SREC       | Mercedes             | 1 min 41 s 926   | 1 min 41 s 698   | 1 min 41 s 603   |
| 9                                                                                         | Felipe Massa SREC       | Ferrari              | 1 min 41 s 974   | 1 min 41 s 846   | 1 min 41 s 723   |
| 10                                                                                        | Romain Grosjean SREC    | Lotus-Renault        | 1 min 42 s 046   | 1 min 41 s 620   | 1 min 41 s 778   |
| 11                                                                                        | Nico Hülkenberg SREC    | Force India-Mercedes | 1 min 42 s 579   | 1 min 42 s 019   |                  |
| 12                                                                                        | Sergio Pérez SREC       | Sauber-Ferrari       | 1 min 42 s 624   | 1 min 42 s 084   |                  |
| 13                                                                                        | Paul di Resta SREC      | Force India-Mercedes | 1 min 42 s 572   | 1 min 42 s 218   |                  |
| 14                                                                                        | Michael Schumacher SREC | Mercedes             | 1 min 42 s 735   | 1 min 42 s 289   |                  |
| 15                                                                                        | Bruno Senna SREC        | Williams-Renault     | 1 min 43 s 298   | 1 min 42 s 330   |                  |
| 16                                                                                        | Kamui Kobayashi SREC    | Sauber-Ferrari       | 1 min 43 s 582   | 1 min 42 s 606   |                  |
| 17                                                                                        | Daniel Ricciardo SREC   | Toro Rosso-Ferrari   | 1 min 43 s 280   | 1 min 42 s 765   |                  |
| 18                                                                                        | Jean-Éric Vergne SREC   | Toro Rosso-Ferrari   | 1 min 44 s 058   |                  |                  |
| 19                                                                                        | Heikki Kovalainen SREC  | Caterham-Renault     | 1 min 44 s 956   |                  |                  |
| 20                                                                                        | Charles Pic             | Marussia-Cosworth    | 1 min 45 s 089   |                  |                  |
| 21                                                                                        | Vitaly Petrov SREC      | Caterham-Renault     | 1 min 45 s 151   |                  |                  |
| 22                                                                                        | Timo Glock              | Marussia-Cosworth    | 1 min 45 s 426   |                  |                  |
| 23                                                                                        | Pedro de la Rosa        | HRT-Cosworth         | 1 min 45 s 766   |                  |                  |
| 24                                                                                        | Narain Karthikeyan      | HRT-Cosworth         | 1 min 46 s 382   |                  |                  |
| Temps minimal à réaliser pour la qualification : 1 min 48 s 601 (107 % de 1 min 41 s 497) |                         |                      |                  |                  |                  |

- Sebastian Vettel est exclu des qualifications pour non-respect de l'article 6.6.2 mais est autorisé à prendre le départ depuis la dernière position[32].

## Course

### Déroulement de l'épreuve

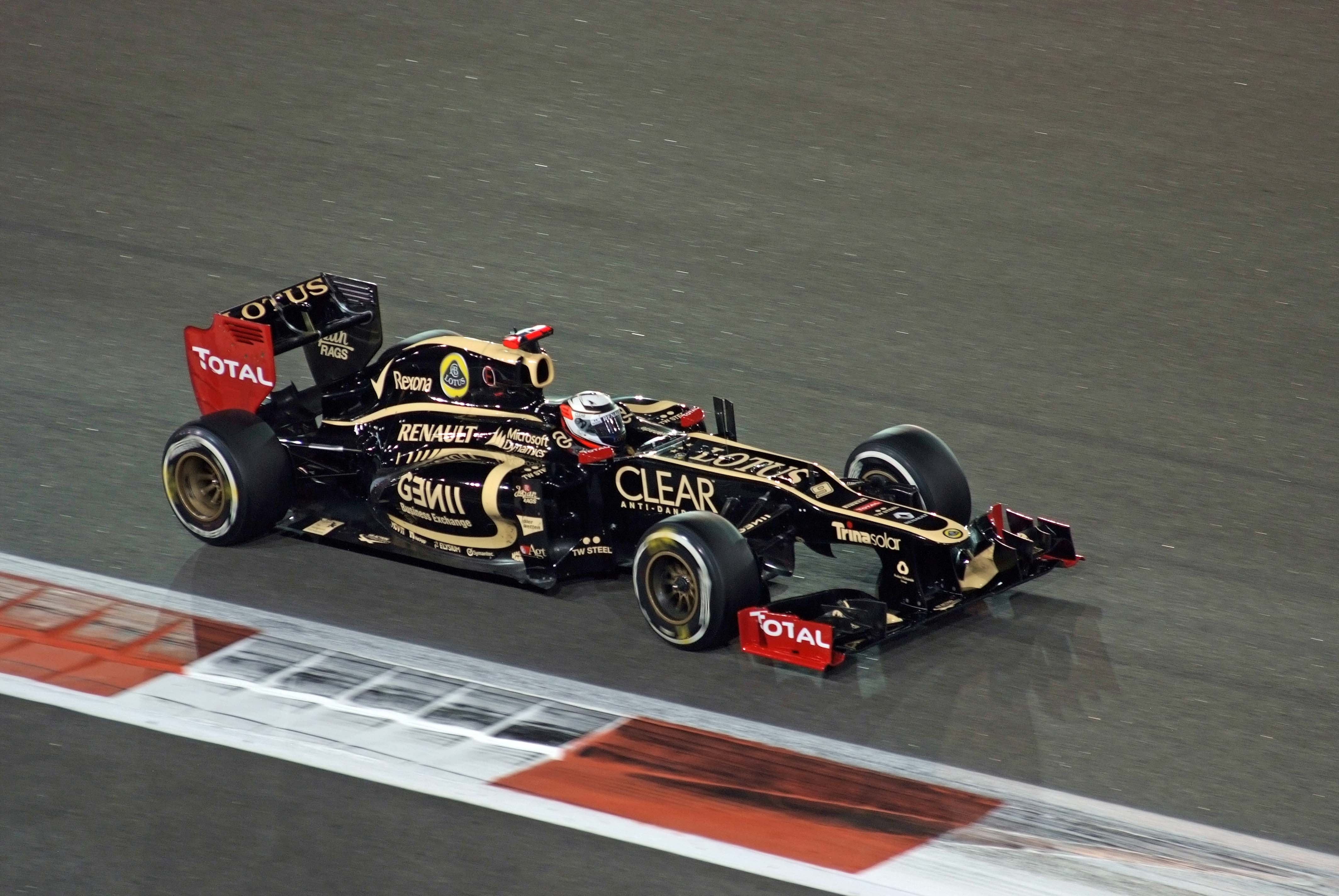
Kimi Räikkönen remporte le Grand Prix d'Abou Dabi, son premier succès depuis son retour en Formule 1.

Vingt-deux pilotes se présentent sur la grille de départ puisque Sebastian Vettel, à la suite de son déclassement, a choisi de s'élancer depuis la voie des stands afin de pouvoir modifier les réglages de sa monoplace, et que Pedro de la Rosa, incapable de s'élancer pour le tour de formation, rejoint Vettel dans la voie des stands. À l'extinction des feux, Lewis Hamilton, en pole position, prend un excellent départ alors que Mark Webber, deuxième sur la grille, rate le sien et se fait doubler par Kimi Räikkönen, Pastor Maldonado et Fernando Alonso. À l'arrière du peloton, Bruno Senna et Nico Hülkenberg s'accrochent et l'Allemand abandonne. Nico Rosberg et Romain Grosjean se touchent légèrement et doivent rentrer à leur stand, Grosjean à cause d'une crevaison, Rosberg pour changer son aileron avant,,,.
Au premier passage sur la ligne de chronométrage, Hamilton devance Räikkönen, Maldonado, Alonso, Webber, Jenson Button, Felipe Massa, Kamui Kobayashi, Sergio Pérez, Michael Schumacher, Daniel Ricciardo et Nico Rosberg. Hamilton fait une lègère sortie de piste dans le deuxième tour : Kimi Räikkönen en profite pour tenter une attaque mais la McLaren garde l'avantage. Plus loin dans le classement, Vettel signale à son équipe qu'une des ailettes droites de son aileron avant s'est décrochée à la suite d'un léger contact avec Bruno Senna. Au cinquième tour, Hamilton possède 2 secondes et demie d'avance sur Räikkönen, 4 s sur Maldonado, 5 s sur Alonso, 6 s sur Webber, 7 s sur Button, 8 s sur Massa, 9 s sur Pérez, 12 s sur Kobayashi et 13 s sur Schumacher tandis que Sebastian Vettel est remonté à la quatorzième place,,,.
Dans le huitième tour, la monoplace de Narain Karthikeyan est victime d'une casse de direction : le pilote freine fortement pour tenter d'en garder le contrôle et est violemment percuté par Rosberg, surpris, qui le suivait à pleine vitesse et ne peut éviter la collision. Si la Mercedes touche violemment le muret après avoir escaladé la HRT, les deux pilotes s'en sortent indemnes. La voiture de sécurité prend la piste pour permettre le nettoyage du circuit. Derrière elle, Hamilton précède Räikkönen, Maldonado, Alonso, Webber, Button, Massa, Pérez, Kobayashi, Schumacher, Daniel Ricciardo, Vettel, Jean-Éric Vergne, Heikki Kovalainen, Senna, Timo Glock, Vitaly Petrov, Charles Pic, de la Rosa, Grosjean et Paul di Resta. Derrière la voiture de sécurité, Ricciardo freine brutalement pour assurer le maintien en température de ses freins et Vettel, surpris par cette manœuvre, sort de la piste pour éviter une collision ; il percute un panneau et abîme encore un peu plus son aileron avant. Son équipe lui demande alors de rentrer pour en changer, ainsi que ses pneumatiques : il remonte en piste à la vingt-et-unième place,,,.
La course est relancée au quatorzième tour et Vettel ne tarde pas à doubler Grosjean, en sortant des limites de la piste. Pour éviter une pénalité, il lui rend sa position puis le repasse quelques instants plus tard. Au dix-neuvième passage, Hamilton mène avec 3 secondes d'avance sur Räikkönen, 7 s sur Maldonado, 8 s sur Alonso, 9 s sur Webber, 10 s sur Button, 12 s sur Massa et 13 s sur Pérez, Kobayashi et Schumacher. Toutefois, avant la fin de ce tour, Lewis Hamilton abandonne à cause d'une perte de la pression d'essence. Kimi Räikkönen est désormais en tête de la course alors que Fernando Alonso double Pastor Maldonado pour le gain de la deuxième place,,,.
Dans le vingt-troisième tour, Mark Webber attaque Pastor Maldonado et les deux pilotes s'accrochent : Webber remonte en piste à la septième place alors que Button en profite pour prendre l'avantage sur Maldonado dont les pneus sont totalement usés et qui n'a plus l'usage de son SREC. Kobayashi change ses pneus au vingt-cinquième tour quand Webber attaque Massa et percute légèrement la Ferrari. L'Australien sort de la piste sort de la piste et la reprend juste devant Massa, obligé de faire un écart et de partir en tête-à-queue pour éviter l'accrochage. Massa et Ricciardo changent leurs pneus au vingt-sixième tour, Schumacher, Glock et Petrov s'arrêtent au suivant, Alonso et Kovalainen au vingt-huitième, Button et Maldonado au suivant, Pérez et Webber au trentième et Räikkönen au suivant. Au trente-cinquième passage, Räikkönen devance Vettel de 3 secondes et demie, Alonso de 9 s, Button de 10 s, Grosjean de 23 s ; suivent di Resta, Pérez, Webber, Maldonado et Kobayashi,,,.
Vettel effectue son dernier changement de pneus au trente-septième tour et remonte en piste en cinquième position. Quelques instants plus tard, di Resta attaque Grosjean ; voyant que le Français résiste, Pérez essaye de dépasser les deux pilotes d'un coup et touche alors di Resta : Pérez sort de la piste vers la droite, di Resta fait de même vers la gauche et les deux pilotes en dérive reviennent en piste juste devant Grosjean, forcé de se décaler pour les éviter : ce faisant, il surprend Mark Webber qui tentait de le doubler et les deux pilotes doivent abandonner. Pérez, responsable de cet accrochage, est pénalisé d'un stop-and-go de dix secondes et ressort de son stand à la douzième place. La voiture de sécurité entre en action pour permettre l'évacuation des deux monoplaces accidentées et derrière elle, Räikkönen devance Alonso, Button, Vettel, Maldonado, Kobayashi, Schumacher, Massa, Senna, Vergne, di Resta, Ricciardo, Kovalainen, Pérez, Glock, Petrov, Pic (qui abandonne au tour suivant) et de la Rosa. La voiture de sécurité s'efface au quarante-deuxième tour et Räikkönen se relance parfaitement devant Alonso, Button et Vettel. Räikkönen creuse rapidement un écart sur Alonso alors que Button a fort à faire pour défendre sa position face à Sebastian Vettel et ses pneus neufs : Vettel prend l'avantage dans le cinquante-deuxième tour,,,.
En tête de la course, Fernando Alonso revient peu à peu sur Räikkönen et l'écart est seulement d'une seconde à deux tours de l'arrivée. Räikkönen remporte son premier succès depuis son retour en Formule 1 au début de la saison, la dix-neuvième victoire de sa carrière. Alonso monte sur la deuxième marche du podium et Sebastian Vettel se classe troisième et ne perd ainsi que trois points sur son rival au championnat du monde ; suivent pour les points Button, Maldonado, Kobayashi, Massa, Senna, Di Resta et Ricciardo,,,.

### Classement de la course
| Pos. | no | Pilote                  | Écurie               | Tours | Temps/Abandon                      | Grille | Points |
| ---- | -- | ----------------------- | -------------------- | ----- | ---------------------------------- | ------ | ------ |
| 1    | 9  | Kimi Räikkönen SREC     | Lotus-Renault        | 55    | 1 h 45 min 58 s 667 (172,879 km/h) | 4      | 25     |
| 2    | 5  | Fernando Alonso SREC    | Ferrari              | 55    | + 0 s 843                          | 6      | 18     |
| 3    | 1  | Sebastian Vettel SREC   | Red Bull-Renault     | 55    | + 4 s 163                          | 24     | 15     |
| 4    | 3  | Jenson Button SREC      | McLaren-Mercedes     | 55    | + 7 s 787                          | 5      | 12     |
| 5    | 18 | Pastor Maldonado SREC   | Williams-Renault     | 55    | + 13 s 007                         | 3      | 10     |
| 6    | 14 | Kamui Kobayashi SREC    | Sauber-Ferrari       | 55    | + 22 s 076                         | 15     | 8      |
| 7    | 6  | Felipe Massa SREC       | Ferrari              | 55    | + 22 s 896                         | 8      | 6      |
| 8    | 19 | Bruno Senna SREC        | Williams-Renault     | 55    | + 23 s 542                         | 14     | 4      |
| 9    | 11 | Paul di Resta SREC      | Force India-Mercedes | 55    | + 24 s 160                         | 12     | 2      |
| 10   | 16 | Daniel Ricciardo SREC   | Toro Rosso-Ferrari   | 55    | + 27 s 463                         | 16     | 1      |
| 11   | 7  | Michael Schumacher SREC | Mercedes             | 55    | + 28 s 075                         | 13     |        |
| 12   | 17 | Jean-Éric Vergne SREC   | Toro Rosso-Ferrari   | 55    | + 34 s 906                         | 17     |        |
| 13   | 20 | Heikki Kovalainen SREC  | Caterham-Renault     | 55    | + 47 s 764                         | 18     |        |
| 14   | 24 | Timo Glock              | Marussia-Cosworth    | 55    | + 56 s 473                         | 21     |        |
| 15   | 15 | Sergio Pérez SREC       | Sauber-Ferrari       | 55    | + 56 s 768                         | 11     |        |
| 16   | 21 | Vitaly Petrov SREC      | Caterham-Renault     | 55    | + 1 min 04 s 595                   | 20     |        |
| 17   | 22 | Pedro de la Rosa        | HRT-Cosworth         | 55    | + 1 min 11 s 778                   | 22     |        |
| Abd. | 25 | Charles Pic             | Marussia-Cosworth    | 41    | Moteur                             | 19     |        |
| Abd. | 10 | Romain Grosjean SREC    | Lotus-Renault        | 37    | Accrochage avec Webber             | 9      |        |
| Abd. | 2  | Mark Webber SREC        | Red Bull-Renault     | 37    | Accrochage avec Grosjean           | 2      |        |
| Abd. | 4  | Lewis Hamilton SREC     | McLaren-Mercedes     | 19    | Pression d'essence                 | 1      |        |
| Abd. | 23 | Narain Karthikeyan      | HRT-Cosworth         | 7     | Accrochage avec Rosberg            | 23     |        |
| Abd. | 8  | Nico Rosberg SREC       | Mercedes             | 7     | Accrochage avec Karthikeyan        | 7      |        |
| Abd. | 12 | Nico Hülkenberg SREC    | Force India-Mercedes | 0     | Accrochage avec Senna              | 10     |        |

### Pole position et record du tour
Lewis Hamilton réalise la vingt-cinquième pole position de sa carrière, sa deuxième à Abou Dabi et sa sixième de la saison. Sebastian Vettel réalise le quatorzième meilleur tour en course de sa carrière, son deuxième à Abou Dabi et son cinquième de la saison.
- Pole position :  Lewis Hamilton (McLaren-Mercedes) en 1 min 40 s 630 (198,692 km/h)[41].
- Meilleur tour en course :  Sebastian Vettel (Red Bull-Renault) en 1 min 43 s 964 (192,320 km/h) au cinquante-quatrième tour[42].

### Tours en tête
Profitant de sa pole position, Lewis Hamilton conserve l'avantage au premier virage et s'échappe ensuite en tête de la course. Victime d'une chute de pression d'essence, il abandonne au vingtième tour : Kimi Räikkönen, en seconde position depuis le départ de l'épreuve, hérite donc de la place de leader qu'il conserve jusqu'au drapeau à damier.
- Lewis Hamilton : 19 tours (1-19).
- Kimi Räikkönen : 36 tours (20-55).

## Classements généraux à l'issue de la course
| Pos. | Pilote             | Écurie               | Points |
| ---- | ------------------ | -------------------- | ------ |
| 1    | Sebastian Vettel   | Red Bull-Renault     | 255    |
| 2    | Fernando Alonso    | Ferrari              | 245    |
| 3    | Kimi Räikkönen     | Lotus-Renault        | 198    |
| 4    | Mark Webber        | Red Bull-Renault     | 167    |
| 5    | Lewis Hamilton     | McLaren-Mercedes     | 165    |
| 6    | Jenson Button      | McLaren-Mercedes     | 153    |
| 7    | Felipe Massa       | Ferrari              | 95     |
| 8    | Nico Rosberg       | Mercedes             | 93     |
| 9    | Romain Grosjean    | Lotus-Renault        | 90     |
| 10   | Sergio Pérez       | Sauber-Ferrari       | 66     |
| 11   | Kamui Kobayashi    | Sauber-Ferrari       | 58     |
| 12   | Nico Hülkenberg    | Force India-Mercedes | 49     |
| 13   | Paul di Resta      | Force India-Mercedes | 46     |
| 14   | Michael Schumacher | Mercedes             | 43     |
| 15   | Pastor Maldonado   | Williams-Renault     | 43     |
| 16   | Bruno Senna        | Williams-Renault     | 30     |
| 17   | Jean-Éric Vergne   | Toro Rosso-Ferrari   | 12     |
| 18   | Daniel Ricciardo   | Toro Rosso-Ferrari   | 10     |

| Pos. | Écurie               | Points |
| ---- | -------------------- | ------ |
| 1    | Red Bull-Renault     | 422    |
| 2    | Ferrari              | 340    |
| 3    | McLaren-Mercedes     | 318    |
| 4    | Lotus-Renault        | 288    |
| 5    | Mercedes             | 136    |
| 6    | Sauber-Ferrari       | 124    |
| 7    | Force India-Mercedes | 95     |
| 8    | Williams-Renault     | 73     |
| 9    | Toro Rosso-Ferrari   | 22     |

## Statistiques
Le Grand Prix d'Abou Dabi 2012 représente :
- la 25e pole position de sa carrière pour Lewis Hamilton[39] ;
- la 19e victoire de sa carrière pour Kimi Räikkönen[46] ;
- la 1re victoire pour Lotus F1 Team en tant que constructeur ;
- la 151e victoire pour Renault en tant que motoriste[47].

Au cours de ce Grand Prix :
- Derek Warwick (146 Grands Prix entre 1981 et 1993, 4 podiums, 2 meilleurs tours et 76 points, champion du monde d'endurance et vainqueur des 24 Heures du Mans 1992) est nommé assistant des commissaires de course.
- McLaren Racing, avec 56 arrivées consécutives dans les points (depuis le Grand Prix de Bahreïn 2010), bat le record de Ferrari établi entre les Grand Prix de Malaisie 1999 et Grand Prix de Malaisie 2003[48],[49].
- McLaren Racing passe la barre des 50 000 kilomètres en tête d'un Grand Prix[50],[51].
- Pour la première fois de la saison, tous les pilotes classés, le dernier étant Pedro de la Rosa, dix-septième, terminent dans le même tour que le vainqueur.